# Baye Djiby Fall
Baye Djiby Fall (født 20. april 1985 i Senegal) er en senegalesisk fodboldspiller, der spiller for Hobro IK. Han har i flere omgange spillet i danske klubber, i henholdsvis Randers FC og OB

## Karriere

### Randers FC (2006-2007)
Efter et prøveophold i Randers FC skrev Fall i sommeren 2006 samtidigt med landsmanden Tidiane Sane kontrakt med klubben. Inden kontrakten med Randers FC blev indgået havde Fall blandt andet været forbi to andre danske klubber, AC Horsens og Odense Boldklub , på prøvetræning uden at tilspille sig en kontrakt.
Efter et par måneder i Randers FC havde Fall gort det så imponerende at man valgte at forlænge aftalen med senegaleren frem til sommeren 2009 Han nåede dog kun at spille i klubben frem til sommeren 2007, hvor han efter at være blevet klubbens topscorer i Superligaen blev solgt for et anseeligt millionbeløb til Al Ain FC fra de Forenede Arabiske Emirater.
Det højeste antal mål, han har lavet i en enkelt kamp, var, da han for Randers FC i en kamp mod Fynsserieholdet Fjordager scorede ikke færre end 7 mål i sejren på 10-1 i Landspokalturneringen.
Baye Djiby Fall har scoret to mål for Randers FC i UEFA Cuppen Han scorede til 1-0 mod FBK Kaunas, som Randers FC vandt 3-1. Det andet mål kom, da han i Tyrkiet bragte Randers FC på 1-0 i kampen mod Fenerbahçe SK. Randers FC endte dog med at tabe kampen 2-1.

### Odense Boldklub
Blot et halvt år efter at være blevet solgt til den arabiske klub Al Ain FC vendt Fall tilbage til dansk fodbold, da han skiftede til Superligaklubben OB. Årsagen til det hurtige skifte tilbage til dansk fodbold var at Fall ikke var blevet indlemmet i den arabiske klubs trup fra sæsonens start og derfor ikke var spilleberretiget for klubben.
I efteråret 2008 viste Djiby Fall sig som en af de største profiler i Superligaen, hvilket blandt andet medførte interesse fra flere europæiske storklubber. Den største interesse var angiveligt fra Ajax Amsterdam, Borussia Dortmund, Hamburger SV og Stoke. Han blev dog solgt til russiske Lokomotiv Moskva.

### Lokomotiv Moskva
Fall skiftede i midten af marts 2009 til den russiske klub Lokomotiv Moskva. Skiftet var muligt på dette tidspunkt, eftersom det russiske transfervindue i modsætning til det danske lukker senere på foråret.
Efter at have spillet 11 kampe for Lokomotiv Moskva uden at have scoret blev han den 25. januar 2010 udlejet til den norske klub Molde. Lejeaftalen gjaldt frem til 30. august 2010 med option på at købe Fall permanent. I juli 2010 forlængede Molde lejeaftalen for resten af 2010-sæsonen. Fall blev i denne sæson topscorer i Tippeligaen (den bedste norske række), selvom Molde blot endte på en 11. plads. Fall blev den første Molde-spiller til at opnå denne bedrift siden Odd Berg i 1976.
Den 1. september 2011 blev han udlejet til Odense Boldklub. Lejeaftalen gjaldt for den resterende del af 2011.

### Lokeren
I slutningen af januar 2012 blev det offentliggjort, at Fall skiftede til den belgiske klub Lokeren.

### Greuther Fürth
I august 2012 skiftede Fall til den tyske Bundesliga-oprykkerklub Greuther Fürth.

### Randers FC (2013-2015)
I slutningen af august 2013 blev det offentliggjort, at Randers FC var blevet enige med den 2.Bundesliga-klubben Greuther Fürth om et købt af Djiby Fall. Fall havde også havde spillet for fra 2006 til 2007. Han skrev under på en toårig aftale gældende frem til sommeren 2015.

### FC Irtysh Pavlodar
I februar 2016 var Fall til prøvetræning i Kasakhstans førstedivision i fodbold-klubben FC Irtysh Pavlodar, som han den 3. marts 2016 skrev under med.

### FC Cincinnati
Den 13. februar 2017 skrev Fall under på en kontrakt med United Soccer League-klubben FC Cincinnati. Han scorede fire mål i FC Cincinnatis første hjemmekamp den 15. april. Den 22. april 2017 blev Fall vist det røde kort i kampen mod Louisville City FC på Nippert Stadium in Cincinnati. Han skulle angiveligt ifølge Louisville City FC's manager James O'Connor have bidt midtbanespiller Niall McCabe under 1-1-kampen. Han blev tildelt fem kampes karantæne samt en bøde af ikke angivet størrelse.
Han blev løst fra sin kontrakt ved udgangen af 2017-sæsonen, der forløber fra forår til efterår.

### Hobro IK
Han skiftede den 23. juli 2018 til Hobro IK i Superligaen, hvor han skrev under på en halvårig kontrakt.
Han fik sin debut for Hobro IK selvsamme aften i en kamp mod FC København, da han blev skiftet ind i det 75. minut i stedet for Sebastian Grønning i et 0-3-nederlag. Han spillede derfor reservekamp dagen efter i Reserveligaen mod Vendsyssel F.F.’s reserver, hvor han spillede de første 75 minutter, inden han blev direkte udvist for at have ramt Andreas Kaltoft med en albue.